# 構造化単語探究
構造化単語探究(en:Structured Word Inquiry, SWI)とは、単語の綴り字の科学的考察を含めた教授法である。 SWIは、 形態論、 語源、関連語、そして音韻論を考慮する。 SWIの指導原則は、(1) "英語の綴り字の主な機能は意味をあらわすことである" と (2) "英語の綴りが意味をあらわす伝統的やり方は秩序だっていて信頼できるので綴り字は科学的探究を通じて検討され理解されうる" である。

## ４つの質問
SWIは、単語の綴りを吟味するために４つの質問を使う:
1. 単語の意味は何か。
2. その単語の形態素は何か。
3. その単語の形態論的・語源的な関連語は何か。
4. その単語において文字は何をしているか。(spelling phonemes, functioning as markers, zeroed)?

それらの質問は、意味から始まって、順序よく吟味される。

## ワードサム(Word sums)
単語の総体・総和とは、あるひとつの単語がどのように組み立てられているのかを示すものである。 単語の総体・総和とは、"正書法上の形態論的構造の仮説の虚偽を許すための必要な道具である。"
以下は、単語の総体・総和の例である:
- de + sign -> design
- de + sign + ate + ed-> designated
- sign + al -> signal
- sign + ate + ure -> signature
- re + sign + ate + ion -> resignation

## 単語マトリックス図表
単語マトリックス図表とは、関連する単語の形態論を視覚化したものである。

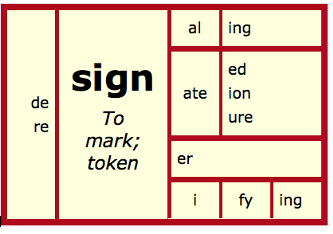
A word matrix showing some of the members of the <sign> word family